# Assassinio di Gertrude di Merania
L'assassinio di Gertrude di Merania, regina consorte d'Ungheria e prima moglie del re Andrea II (al potere dal 1205 al 1235), fu un omicidio compiuto da un gruppo di aristocratici ungheresi il 28 settembre 1213 nei Monti Pilis, durante una battuta di caccia reale. Leopoldo VI, duca d'Austria, e il fratello di Gertrude Bertoldo, arcivescovo di Caloccia, furono anch'essi feriti ma sopravvissero all'attacco.
L'assassinio si rivelò uno dei crimini più efferati ed eclatanti nella storia dell'Ungheria e causò grande sconcerto in tutta Europa nel XIII secolo. Nonostante un numero relativamente ampio e diversificato di fonti locali e straniere a disposizione, il movente degli assassini rimane nebuloso. Secondo alcuni scritti del tempo, il palese favoritismo di Gertrude verso i suoi parenti e cortigiani tedeschi aveva suscitato malcontento fra gli aristocratici locali e spinto il suo omicidio. Una versione di epoca successiva riferisce che il fratello di Gertrude, Bertoldo, violentò la moglie di Bánk Bár-Kalán, uno dei nobili magiari, il quale, insieme ai suoi conterranei, volle vendicarsi per il torto subito. La vicenda ispirò molti cronisti e opere letterarie realizzate secoli dopo in Ungheria e nel resto d'Europa.

## Contesto storico
Discendente degli Andechs e figlia di Bertoldo IV d'Andechs e di Agnese di Rochlitz, Gertrude viveva nel ducato di Merania, un feudo del Sacro Romano Impero situato nella penisola dell'Istria e la cui una sovranità nominale si estendeva anche sulla costa del Mar Adriatico. La Merania si trovava a settentrione della Dalmazia, regione formalmente croata ma politicamente soggetta al regno d'Ungheria di Emerico (al potere dal 1196 al 1204), in virtù dell'unione personale che legava la Croazia alla corona magiara. Il fratello minore del sovrano, Andrea, dette costantemente segnali di ribellione in quella che, nella storia magiara, è conosciuta come guerra dei fratelli. Dopo aver vinto in una prima occasione contro l'avversario, Emerico dovette cedere ad Andrea la Croazia e la Dalmazia a titolo di appannaggio nel 1197. Nella sostanza, Andrea amministrò le province alla stregua di un monarca indipendente. Sebbene Emerico avesse sconfitto il fratello dopo un'altra cospirazione nel 1199, ad Andrea fu concesso di tornare nel suo ducato nel 1200. Andrea sposò Gertrude di Merania tra il 1200 e il 1203; il già citato padre di Gertrude, Bertoldo, possedeva estesi domini nel Sacro Romano Impero lungo i confini del ducato di Andrea. L'influenza e il coinvolgimento politico di Gertrude, invero già avvenuti negli anni precedenti all'affermazione di Andrea come re, sono chiaramente dimostrati dal fatto che quando Emerico sconfisse nuovamente suo fratello nel 1203, ritenne necessario rimandare Gertrude nella sua regione natale, la Merania.

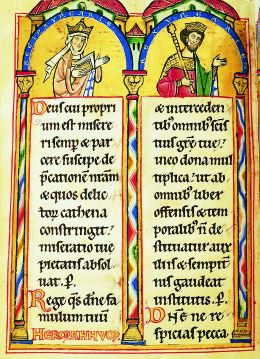
Rappresentazione contemporanea della regina Gertrude e del re Andrea II, Landgrafenpsalter, Turingia, 1213 circa

Andrea II ascese al trono ungherese nel 1205. In veste di regina consorte, Gertrude ebbe un'influenza insolita (ma non senza precedenti, se si pensa a Elena di Rascia, moglie di Béla II) nelle questioni politiche. Teodorico di Apolda, nella sua agiografia di Elisabetta d'Ungheria, sottolinea le «fattezze maschili» di Gertrude. Due fonti testimoniano che Gertrude esercitò il potere di reggente in assenza del marito, impegnato in campagne militari. Quando Andrea II lanciò una campagna contro il capo dei cumani Gubasel in Bulgaria, Gertrude operò quale giudice in una causa tra l'abate Uros di Pannonhalma e gli iobaghi del castello (una categoria di guerrieri e servitori legati ai castelli della corona) di Presburgo (l'attuale Bratislava, in Slovacchia) intorno al 1212 o 1213. Un altro passaggio sostiene che quando Gertrude fu assassinata, il sigillo reale andò perso. Entrambe le osservazioni implicano che Gertrude agì come governatrice reale entrambe le volte in cui Andrea guidò campagne in Bulgaria e in Galizia, rispettivamente, generando risentimento tra l'élite locale.
Gertrude espresse anche un palese favoritismo verso i suoi parenti e cortigiani tedeschi, accrescendo il sentimento di esasperazione verso la regina. Suo fratello minore Bertoldo fu nominato arcivescovo di Caloccia nel 1206 e fu nominato bano di Croazia e Dalmazia nel 1209. Altri due fratelli, Ecberto, vescovo di Bamberga, ed Enrico II, margravio d'Istria, fuggirono in Ungheria nel 1208 dopo essere stati accusati di aver partecipato all'omicidio di Filippo, re di Germania. Andrea concesse ampi domini a Ecberto nella regione di Szepesség (oggi Spiš, in Slovacchia). La generosità di Andrea verso i parenti e i cortigiani tedeschi della moglie accrebbe il livello di malcontento per i signori locali. Secondo lo storico Gyula Kristó, l'autore anonimo delle Gesta Hungarorum si riferiva ai tedeschi del Sacro Romano Impero quando accennava sarcasticamente che «oggi [...] i romani vivacchiano nelle terre dell'Ungheria». Tuttavia, non esiste alcuna fonte che lascia intuire che Gertrude avesse mai nominato qualche membro del seguito tedesco in qualche ruolo a corte. Quanto ai favoritismi feudali, le poche lettere di donazione reale sopravvissute del periodo non provano l'acquisizione in massa di terreni da parte dei tedeschi e le eccezioni sono ridottissime. I funzionari della corte della regina (ad esempio, il suo conte o capo), incluso il futuro assassino Pietro, erano sempre nobili ungheresi.

## Assassinio

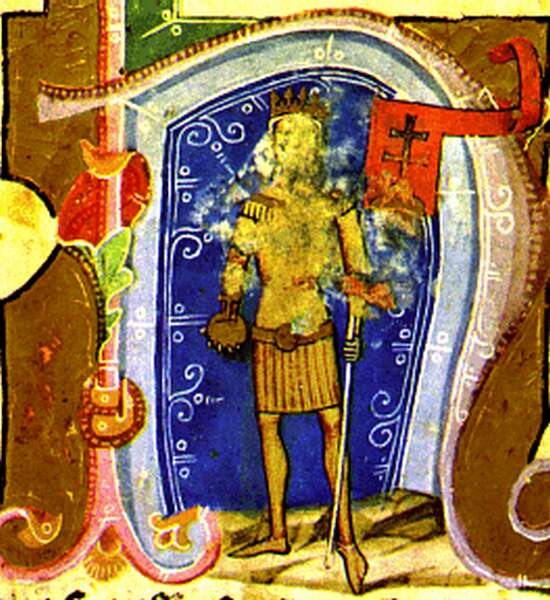
Andrea II d'Ungheria in un'illustrazione tratta dalla Chronica Picta

Per supportare il suo protetto Danilo Romanovič contro Mstislav Mstislavič, Andrea II organizzò una nuova campagna contro il principato di Galizia nell'estate del 1213. Durante la sua assenza, i signori ungheresi catturarono e assassinarono Gertrude e molti dei suoi cortigiani, ma molti dettagli restano dibattuti. Lo storico ungherese Gyula Pauler, vissuto nella seconda metà del XIX secolo, fu il primo studioso a eseguire una sintesi più completa e storiograficamente corretta dell'episodio, nonché un esame dettagliato delle circostanze dell'omicidio, basandosi su certosine analisi delle fonti e tenendo conto delle condizioni dell'epoca. Le sue conclusioni furono accettate all'unanimità dalla storiografia ungherese nei decenni successivi.
Secondo Pauler, la regina Gertrude e la sua scorta, alla quale si unirono anche il fratello arcivescovo Bertoldo e il duca austriaco regnante Leopoldo VI, presero parte a una battuta di caccia sui Monti Pilis alla fine di settembre del 1213, quando un gruppo di aristocratici ungheresi assaltò la tenda della regina e, in parte per motivi politici, in parte per motivi personali, la assassinò. Tra gli autori del misfatto figuravano il vecchio confidente della regina Pietro, figlio di Töre, i fratelli Simone e Michele Kacsics e un altro personaggio anch'egli di nome Simone, genero del palatino Bánk Bár-Kalán. È possibile, come riteneva Pauler, che lo stesso palatino e Giovanni, arcivescovo di Strigonio, fossero coinvolti nella pianificazione della cospirazione, ma rimasero in disparte al momento dell'assassinio. Gertrude fu massacrata in maniera brutale, mentre Bertoldo e Leopoldo furono aggrediti fisicamente, ma vennero rilasciati in seguito e riuscirono a trovare rifugio. Sulla base di nuove fonti e considerazioni filologiche, lo storico Tamás Körmendi ha riesaminato le circostanze dell'assassinio in un suo lavoro del 2014.

### Data e luogo
Per quanto concerne l'anno, le fonti medievali coeve e quasi coeve collocano l'assassinio in molti momenti diversi, circoscrivendo un ampio intervallo compreso tra il 1200 e il 1218. È però certo che Gertrude fosse viva nel 1211, quando inviò sua figlia Elisabetta con una dote sostanziosa nel Langraviato di Turingia in quell'anno. Occorre poi segnalare che il suo vedovo Andrea II ne pianse la morte nei suoi due documenti reali sopravvissuti, emanati nel 1214. La maggioranza delle fonti narrative colloca la data dell'omicidio nell'anno 1213, ragion per cui Tamás Körmendi ha considerato verosimile tale ipotesi, poiché gli scritti realizzati in quelle fasi storiche sono da considerare i più realistici: è il caso degli Annali di Göttweig (Annales Gotwicenses) e degli Annali di Salisburgo (Annales Salisburgenses). In sintesi, poiché le fonti più prossime ritengono il 1213 l'anno del misfatto e poiché esse sono verosimilmente quelle più scevre da potenziali interpolazioni esterne, si deve credere che l'omicidio ebbe luogo allora.

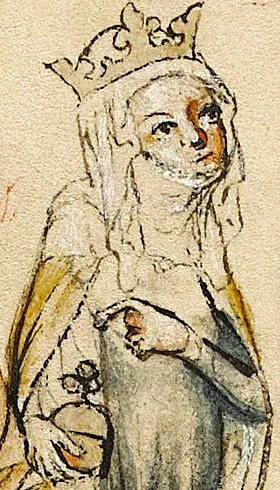
La regina Gertrude di Merania come raffigurata nel Codice di Lubino della metà del XIV secolo

Esclusivamente tre fonti menzionano la data esatta dell'omicidio. Una sezione del XV secolo di una fonte bavarese, nota come Fondatori del monastero di Diessen (De fundatoribus monasterii Diessenses), fa riferimento alla data del 28 settembre ma indicando l'anno 1200, e non può essere considerata credibile. Gli Annali dei Domenicani di Vienna (Annales Praedicatorum Vindobonensium) della fine del XIII secolo riferiscono la data esatta dell'assassinio, il 28 settembre, ma senza ulteriori dettagli. Lo storico László Veszprémy ha ritenuto la testimonianza valida, poiché gli annali consultavano anche dei necrologi come fonte, che si concentravano sempre sul mese e sul giorno specifici anziché sull'anno. L'Aschaffenburgi Psalterium, che fu compilato per Gertrude di Altenberg, nipote della regina, elenca l'ora della morte di vari membri della discendenza degli Andechs; di conseguenza, la regina Gertrude morì il 28 settembre (non è specificato l'anno). Le tre fonti non correlate confermano che l'assassinio ebbe effettivamente luogo il 28 settembre 1213.
Sulla base delle narrazioni della Cronaca austriaca in rima (Chronicon rhytmicum Austriacum) e dei suddetti Annali dei domenicani di Vienna, i quali scrivono che Gertrude fu uccisa nella sua «tenda nell'accampamento», e del fatto che la regina fu sepolta nell'abbazia di Pilis in seguito, Gyula Pauler ha affermato che l'assassinio ebbe luogo nella vicina foresta reale di Pilis in occasione di una battuta di caccia. La storiografia ungherese di epoca successiva ha abbracciato la teoria senza avanzare alcuna riserva. Tamás Körmendi ha rimarcato la natura speculativa di questi dati, sottolineando che altre fonti affermano che la regina fu assassinata nel suo palazzo, nella sua camera da letto o nell'accampamento militare reale. La Cronaca di Galizia e Volinia attesta che Gertrude fu uccisa nel monastero premostratense di Lelesz (l'odierna Leles, in Slovacchia), mentre accompagnava il marito nella campagna reale contro la Galizia. Un atto reale del 1214 fa riferimento al fatto che «una certa parte del suo corpo [di Gertrude]» fu sepolta a Lelesz. Pauler ha ritenuto che Andrea II, in viaggio verso la Galizia, fu catturato a Lelesz dal messaggero che portò la notizia della sua morte, il quale presentò un pezzo del cadavere della regina come prova, il quale fu poi sepolto lì. Al contrario, Körmendi ha ipotizzato che i pezzi non trasportabili della regina mutilata fossero stati presto sepolti nel monastero di Lelesz, vicino al quale avrebbe potuto aver luogo l'omicidio, forse nella foresta reale di Patak, lungo il fiume Bodrog.

### Autori del delitto
Pietro, figlio di Töre, un vecchio confidente di Gertrude, fu l'unico partecipante sicuro all'assassinio. Uno dei primi documenti, tutti e tre i manoscritti degli Annali di Salisburgo (il cui corpus principale fu scritto prima del 1216) sostiene che «la regina degli Ungheresi [...] fu massacrata da un certo conte Pietro». Quando Béla IV (il primogenito di Andrea e Gertrude) donò i vecchi feudi di Pietro ai cistercensi dell'abbazia di Bélakút di recente costruita, il re afferma che tali terre furono confiscate a Pietro, autore «[de]l crimine di alto tradimento e [del]l'assassinio di nostra madre».
Anche gli scritti della corona magiara di epoca successiva fanno riferimento ai fratelli Simone e Michele Kacsics come principali istigatori dell'assassinio di Gertrude. Quando il duca Béla, ottenendo potere sul consiglio reale, iniziò a reclamare le concessioni terriere di re Andrea in tutta l'Ungheria, costrinse suo padre a confiscare i feudi di quei nobili che avevano cospirato contro sua madre un decennio e mezzo prima. Di conseguenza, Simone Kacsics perse i suoi possedimenti e i suoi insediamenti in Transilvania e nel comitato di Nógrád che erano stati concessi da Dionigi Tomaj e dalla sua famiglia. In una sua carta, Andrea II fa riferimento al ruolo cruciale assunto da Simone nell'omicidio della sua consorte. Si legge infatti: «con un nuovo e inaudito tipo di malvagità e viltà, crudelmente e orribilmente armato per macchinazioni odiose, cospirando con i suoi complici: uomini sanguinari e traditori, a vergogna e disonore della nostra corona reale, fu coinvolto nella morte della buon anima della regina Gertrude, la nostra carissima consorte». La confisca delle terre nel 1228 potrebbe confermare il tentativo di stroncare la sua ascesa al fianco dei principi Béla e Colomanno poco dopo il 1220, come ha sostenuto lo storico Gyula Pauler. Körmendi ha sostenuto sia abbastanza irrealistico che Andrea II avesse nominato Simone a cariche di un certo prestigio dopo l'omicidio, benché avesse poche opportunità di punire i colpevoli, come affermato da Pauler. Benché avesse rivestito un ruolo chiave nell'evento, Simone non venne annoverato subito tra gli assassini di Gertrude, ed è possibile che in futuro fu ulteriormente coinvolto in intrighi di potere venendo accusato di cospirazione puramente per ragioni politiche. Anche il fratello di Simone, Michele Kacsics, figura tra gli autori citati da una carta reale di Ladislao IV del 1277, quando le terre tornarono ai figli del summenzionato Dionigi Tomaj dai discendenti di Michele.
Due atti realizzati da Béla IV citano Bánk Bár-Kalán tra i cospiratori. Nel 1240, Béla IV donò le vecchie terre di Bánk, perdute per «il suo peccato di alto tradimento», poiché «aveva cospirato per assassinare la nostra carissima madre [Gertrude] — perse tutti i suoi beni, non proprio ingiustamente, perché avrebbe meritato una vendetta più severa in base al giudizio che il buon senso aveva motivato su di lui». Quando Béla concesse altre proprietà terriere nel 1262, il sovrano annotò altresì che esse erano state confiscate alla corona dal «nostro sleale bano Bánk». Il fatto che Bánk avesse ricoperto incarichi a corte pure dopo l'assassinio mette in dubbio l'autenticità dei resoconti sopra esposti, o almeno il suo ruolo di primo piano nella cospirazione. Lo storico Gyula Pauler ha creduto che Bánk fosse riuscito a sopravvivere alla successiva rappresaglia, perché Andrea II non era abbastanza forte da punire uno dei nobili più potenti, mentre il principale artefice del misfatto, Pietro, figlio di Töre, fu giustiziato. Stando a János Karácsonyi, Bánk fomentò la cospirazione, ma non ne fu la mente. Lo storico Erik Fügedi ha creduto che Bánk fosse il membro principale della cospirazione, che nei decenni successivi accrebbe la sua potenza e divenne così l'esecutore e il capo dell'assassinio nelle narrazioni successive. Tamás Körmendi ha sottolineato che la storiografia della fine del XIX secolo considerava erroneamente Andrea II un sovrano debole. Körmendi ha sostenuto che Bánk fu accusato di essere coinvolto nell'assassinio solo tra il 1222 e il 1240. Insieme ad altri aristocratici accusati (Simone Kacsics, Michele Kacsics e il genero di Bánk, Simone), è presumibile che Bánk fosse diventato vittima di intrighi di potere e purghe politiche, oltre a venire accusato di cospirazione puramente per motivi politici, mentre Pietro, figlio di Töre, assassinò materialmente la regina.

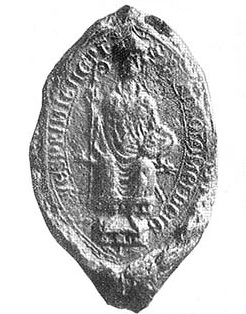
Sigillo di Giovanni, arcivescovo di Strigonio. Alcune fonti sostengono fosse coinvolto nella cospirazione contro Gertrude

Un documento redatto dal duca Stefano del 1270, le terre del genero di Bánk, un certo Simone nei comitati di Bereg e Szabolcs furono confiscate anche prima di allora. La prima storiografia identificò il genero di Bánk con Simon Kacsics, tuttavia, come dimostrò lo storico Gyula Pauler, mentre Simon Kacsics aveva discendenti (il suo ultimo discendente noto era ancora vivo nel 1299), il genero di Bánk, Simone morì senza eredi prima del 1270. Pauler ha affermato che Simone fosse tra gli assassini e che il suo coinvolgimento causò il declino politico del suocero anni prima più tardi. Veszprémy ha sostenuto non vi sia traccia del coinvolgimento attivo di Simone nel delitto, complice il termine poco chiaro fornito dal sistema legale medievale. Körmendi ha sottolineato che le terre di Simone fossero state espropriate dalla corona a causa della sua morte senza eredi e non per il suo presunto coinvolgimento nell'assassinio.
Si discute anche a proposito della partecipazione di Giovanni, arcivescovo di Strigonio, alla cospirazione. Il suo coinvolgimento è menzionato nel trattato dello studioso toscano Boncompagno da Signa, la Rhetorica novissima, la Chronica di Alberico delle Tre Fontane la Chronica Majora e la Historia Anglorum di Matteo Paris. Queste opere testimoniano all'unanimità la famosa frase di Giovanni nella sua lettera destinata ai nobili ungheresi che pianificavano l'assassinio di Gertrude: «Reginam occidere nolite timere bonum est si omnes consentiunt ego non contradico». Essa può essere approssimativamente tradotta in «Uccidi la regina, non devi temere che sarà bene se tutti sono concordi io non mi oppongo». Il significato dipende molto dalla punteggiatura, poiché o chi parla desidera che la regina venga uccisa ("Uccidi la regina, non devi temere, sarà una buona cosa se tutti saranno d'accordo, io non mi oppongo") o no ("Uccidi la regina, non devi temere, sarà una buona cosa, se tutti saranno d'accordo, io non mi oppongo"). László Veszprémy ha ritenuto che l'aneddoto venga riportato per la prima volta negli Annali di Salisburgo e così riferendo un pettegolezzo diffusosi tra il basso clero. Dal canto suo, Tamás Körmendi ha sostenuto che la lettera ambigua fu interpolata in un momento successivo. È possibile che Boncompagno avesse appreso la vicenda nella curia romana e l'avesse incorporata nella sua dissertazione di retorica e nel suo libro di testo (pubblicato nel 1235, la prima fonte scritta dedicata alla presunta lettera di Giovanni). Sia Boncompagno sia Alberico ricordano che Andrea accusò Giovanni di aver partecipato all'omicidio dinnanzi alla Santa Sede. Tuttavia, papa Innocenzo III, sottolineando il corretto uso delle virgole, assolse l'arcivescovo dalle accuse. Questi riferimenti sottolineano l'ambiguità involontaria della lettera e, quindi, l'approvazione dell'omicidio ad opera di Giovanni. Körmendi ha sottolineato i dubbi storiografici riguardanti l'autenticità della lettera, poiché Giovanni mantenne la sua influenza negli anni successivi all'assassinio. Lo storico ha altresì sostenuto che la conservazione della lettera sarebbe stata irragionevole perché compromettente per i responsabili; in più, in ultima analisi, occorre ricordare che la maggioranza della nobiltà ungherese era analfabeta in quel periodo.

### Testimoni
Le varie fonti menzionano la presenza di quattro persone presenti come testimoni oculari durante l'assassinio, ma a causa della diversa credibilità delle fonti, è certo che non tutti fossero effettivamente presenti. Un gruppo di opere più sotto elencate annovera l'arcivescovo Bertoldo, fratello di Gertrude, come una figura chiave nel caso. Tuttavia, è la sola Cronaca di Galizia e Volinia ad affermare che Bertoldo fosse presente durante l'assassinio. Nonostante la dubbia autenticità del resoconto della cronaca, lo storico Tamás Körmendi ha considerato credibile l'informazione inerente alla presenza di Bertoldo, poiché una lettera di papa Innocenzo III all'arcivescovo Giovanni di Strigonio nel gennaio 1214 fa riferimento all'aggressione fisica a Bertoldo. Secondo la lettera del pontefice, durante la ribellione molti chierici e monaci nell'arcidiocesi di Caloccia avevano subito insulti fisici e danni materiali. Innocenzo ordinò a Giovanni di scomunicare i colpevoli, inviando poi una lettera ai «duchi di Polonia» affinché non concedessero asilo ai colpevoli in cerca di fuga.

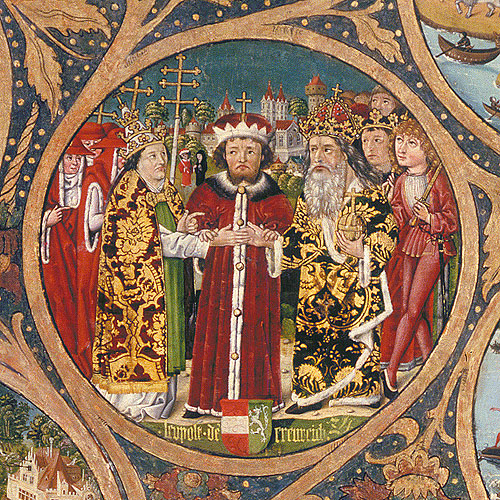
Leopoldo VI, duca d'Austria, che fosse presente durante l'assassinio e sopravvisse a malapena

Gli Annali di Admont (Annales Admontenses) e la Cronaca austriaca (Chronicon Austriae) dello storico del XV secolo Thomas Ebendorfer menzionano anche la presenza del duca austriaco Leopoldo VI. Nonostante i relativi errori fattuali (ad esempio la data), Tamás Körmendi ha giudicato valide le informazioni degli annali di metà XIII secolo, poiché l'opera fornisce un resoconto molto dettagliato e autentico delle attività dei duchi austriaci. Di conseguenza, Leopoldo arrivò in Ungheria dopo il suo ritorno da Calatrava la Vieja durante la crociata albigese. Gli Annali di Admont sostengono che gli assassini intendevano uccidere anche Leopoldo, ma Körmendi rigettato una simile ipotesi, considerando che i monaci dell'abbazia di Admont (il suo giuspatronato era posseduto dal duca) cercavano di aumentare l'importanza di Leopoldo.
La continuazione della Cronaca reale di Colonia (Chronica regia Coloniensis) e altre tre opere - gli Annali di Admont, gli Annali di Rainero di Liegi (Reinerus Leodiensis) e la Cronaca di Galizia e Volinia -, che ne hanno utilizzato il testo, affermano che Andrea II era presente durante l'assassinio di sua moglie, la Cronaca di Galizia e Volinia afferma addirittura che il vero obiettivo fosse in realtà il sovrano. Al contrario, gli Annali di Salisburgo e quattro testi derivati fanno riferimento al fatto che l'assassinio ebbe luogo quando Andrea II condusse una campagna in Galizia. Körmendi ha sottolineato che non vi è alcun segno di un'ampia insurrezione contro il re nel 1213 e i successivi atti reali non testimoniano che i cospiratori tentarono di assassinare Andrea stesso. Quest'ultimo fa poi riferimento a delle cospirazioni contro di lui anche nel 1209-1210 e nel 1214, ma non nel 1213.
Una singola fonte, la Cronaca dell'anonimo di Leoben (Chronicon Leobiense) sostiene che l'altro fratello di Gertrude, Ecberto, fu colui che costrinse la moglie di un signore ungherese a commettere adulterio, che portò all'assassinio. La cronaca afferma che Ecberto fosse presente durante il delitto. È plausibile che l'autore anonimo avesse scambiato Ecberto con Bertoldo. Sebbene Ecberto avesse risieduto in Ungheria per un po', partì per l'Austria molto prima dell'uccisione di Gertrude.

### Motivazioni

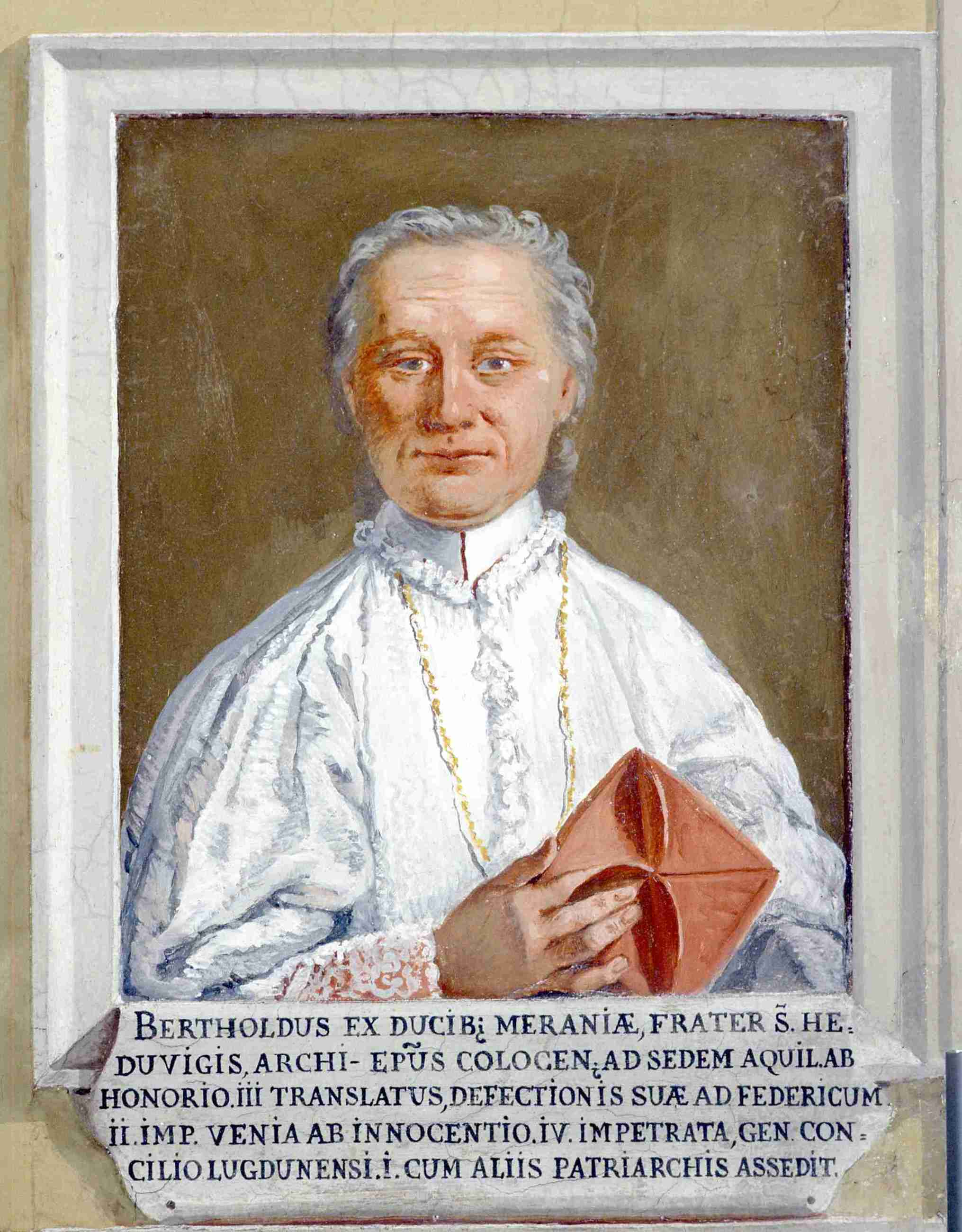
Ritratto di Bertoldo, patriarca di Aquileia. Alcune fonti sostengono che Bertoldo (allora arcivescovo di Caloccia) violentò o commise adulterio con una moglie di Bánk Bár-Kalán, scatenando immediatamente il desiderio di trucidare sua sorella Gertrude

All'indomani della stesura degli Annali di Göttweig, diverse opere coeve e quasi coeve indicano l'atteggiamento filo-tedesco della regina come movente del suo assassinio. Una nota a margine del cronista ungherese anonimo (già prima accennato) avvalora tale punto di vista. Tuttavia, come già detto, non vi è traccia dello status di beneficiario dei tedeschi nella fonte e donazioni reali dell'epoca.
La Cronaca rimata austriaca è la prima opera conosciuta in cui si dice qualcosa a proposito del presunto stupro commesso dall'arcivescovo Bertoldo ai danni della moglie di Bánk Bár-Kalán, circostanza la quale avrebbe causato l'immediato assassinio di Gertrude per vendetta. Secondo questa ricostruzione, Bánk guidò i cospiratori e pugnalò personalmente la nobildonna con una spada. La cronaca fu compilata da un chierico ungherese nell'abbazia di Klosterneuburg, in Bassa Austria, intorno al 1270. La cronaca sostiene che Béla IV ordinò di massacrare tutti i partecipanti dell'omicidio, dopo essere salito al trono ungherese nel 1235. Il suo testo fu utilizzato dagli Annali dei Domenicani di Vienna alla fine del XIII secolo. Inoltre, gli annali ricorrono anche ad altre fonti, poiché, a differenza della Cronaca rimata austriaca, menzionano il presunto nome tedesco di Bánk («Prenger») e la data esatta dell'assassinio. Anche la Chronica Picta del XIV secolo ricorda tale ricostruzione, circostanza la quale ha condizionato fortemente la tradizione storiografica ungherese e la cultura di lingua ungherese. Anche altre opere che accennano questa vicenda sottolineano l'innocenza di Gertrude riguardo all'adulterio tra Bertoldo e la moglie di Bánk.
Gli annali di Admont, la Cronaca reale di Colonia, gli annali di Rainer di Liegi e la Cronaca di Galizia e Volinia sostengono che il vero obiettivo dell'assassinio fosse lo stesso re Andrea II. Lo storico Bálint Hóman ha ipotizzato che i cospiratori avessero tentato di estromettere Andrea dal potere per sostituirlo con il suo erede, il settenne Béla. Tuttavia, poiché Andrea aveva guidato una campagna in Galizia durante l'assassinio, uccidere la regina non avrebbe certamente causato la sua caduta. La vasta ingerenza esercitata da Gertrude in veste di regina rappresentò un fenomeno insolito in Ungheria, che avrebbe potuto essere contrastato da un gruppo di aristocratici. Tamás Körmendi non ha escluso la possibilità di una vendetta personale come motivazione per l'assassinio. È possibile che Pietro, all'inizio del 1213 ancora considerato il confidente della regina, rimase coinvolto in un conflitto personale indefinito con la regina Gertrude, ma la sua natura, a causa della mancanza di risorse, è rimasta oscura.

## Conseguenze
Quando Andrea II apprese la notizia dell'assassinio della moglie, interruppe le operazioni in Galizia e fece ritorno in patria. Ordinò quindi l'esecuzione dell'assassino, Pietro, figlio di Töre, che fu impalato «insieme ad altri» nell'autunno del 1213, secondo gli Annali di Marbach (Annales Marbacenses). Gli Annali di Salisburgo affermano che Pietro e altri furono decapitati la notte dopo l'episodio. La continuazione della cronaca di Magnus von Reichersberg narra che Pietro fu condannato a morte insieme a sua moglie e all'intera famiglia il giorno dopo l'uccisione di Gertrude. L'anonimo di Leoben narra che anche i feudi di Pietro furono confiscate e Béla IV, quando ascese al trono, donò le ex terre di Pietro – compreso l'omonimo Pétervárad ("Castello di Pietro", oggi Petrovaradin, parte dell'agglomerato di Novi Sad, in Serbia) - alla neonata abbazia cistercense di Bélakút, che apparteneva all'arcidiocesi di Caloccia; conferma tutto ciò una carta reale del 1237.
Secondo una visione prevalente della storiografia ungherese, i complici di Pietro, tra cui Palatine Bánk, non ricevettero punizioni severe, a causa dell'attuale situazione politica e dell'instabilità del potere di Andrea. Solo il duca Béla, figlio di Andrea e Gertrude, si vendicò dopo essere stato nominato duca di Transilvania e iniziò a rivedere la politica del padre. Nel 1228, sottrasse i feudi di Bánk e dei fratelli Kacsics, che avevano cospirato contro sua madre. Tamás Körmendi credeva che ognuno fosse vittima di intrighi di potere e di epurazioni politiche, e accusati di cospirazione puramente per motivi politici.

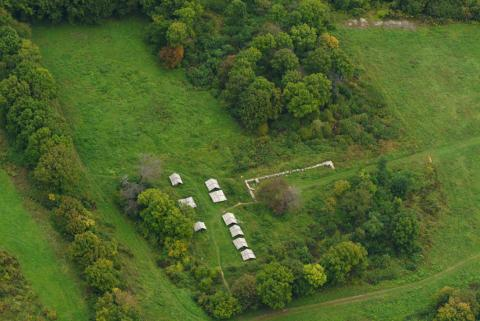
Le rovine dell'abbazia di Pilis, luogo di sepoltura della regina Gertrude

Assecondando le sue volontà, Gertrude fu sepolta nell'abbazia di Pilis, mentre alcune parti del suo corpo furono sepolte nel monastero di Lelesz. Andrea II ordinò che due sacerdoti del monastero pregassero per la salvezza spirituale della moglie. Le rovine della sua tomba furono scoperte durante gli scavi condotti da László Gerevič nell'abbazia di Pilis tra il 1967 e il 1982. Lo storico dell'arte Imre Takács ha paragonato lo stile gotico francese della tomba di Gertrude ai disegni di Villard de Honnecourt, che trascorse un periodo considerevole in Ungheria in quegli anni, ma Takács non gli ha attribuito la paternità delle sculture. È possibile che uno degli scheletri scavati (quello di una donna di 30-40 anni) corrispondesse a Gertrude.
Poco dopo l'assassinio di Gertrude, Andrea II sposò Iolanda di Courtenay nel febbraio 1215. Il re non intendeva che la nuova moglie avesse un ruolo governativo, sperimentando la precedente forte opposizione da parte dell'élite ungherese. Quando Andrea lasciò l'Ungheria per combattere nella quinta crociata nel 1217-1218, affidò la reggenza all'arcivescovo Giovanni e al palatino Giulio Kán, invece che a Iolanda, che rimase passiva nelle questioni politiche per tutta la sua vita. La terza moglie di Andrea, Beatrice d'Este, aveva un concetto di ruolo simile. A giudizio Gyula Kristó, l'atteggiamento filo-tedesco impopolare di Gertrude influenzò negativamente la rappresentazione di Gisella di Baviera, la consorte del primo re ungherese Stefano I (r. 1000-1038) nelle cronache ungheresi contemporanee, che in effetti descrivevano l'attività di Gertrude. La Chronica Picta dice che Gisela «decise di nominare come re il fratello della regina, Pietro il Germanico o piuttosto il Veneziano, con l'intenzione che la regina Gisela potesse quindi, secondo il suo desiderio, soddisfare tutti gli impulsi della sua volontà e che il regno d'Ungheria potesse perdere la sua libertà ed essere sottoposto senza ostacoli al dominio dei tedeschi». In effetti, Gisela aveva una relazione tesa con il nipote e successore di Stefano Pietro, figlio del doge veneziano Ottone Orseolo. Per evitare persecuzioni, le cronache contemporanee narrarono la presunta influenza filo-tedesca di Gertrude inserita tra gli eventi dell'XI secolo. La morte di Gertrude e le "esperienze negative" a lei associate determinarono il declino di una corte reale separata con propri cortigiani e partigiani nell'Ungheria del XIII secolo. Anche le leggi del 1298 prescrivevano che solo i baroni nati in Ungheria potessero ricoprire posizioni e cariche alla corte della regina.

## Fonti
Oltre alla Chronica Picta del XIV secolo e a sei documenti della corona, circa 60 fonti esterne medievali risalenti a prima dell'epoca del Rinascimento fanno riferimento all'assassinio della regina Gertrude. Tra queste, solo 28 fonti contengono più informazioni e dettagli ulteriori. Mentre Flórián Mátyás fu il primo studioso a raccogliere le narrazioni all'inizio del XX secolo, gli storici László Veszprémy e poi Tamás Körmendi hanno categorizzato le fonti in base al contenuto, determinando la relazione filologica tra loro e il momento della loro stesura.

### Gruppo A – Atteggiamento filo-tedesco
Tale gruppo include quelle narrazioni che indicano il favoritismo di Gertrude verso i suoi cortigiani tedeschi o merani come causa del suo assassinio. Si tratta delle fonti più antiche incentrate sull'omicidio, i cui testi furono scritti nel giro di pochi anni nel Sacro Romano Impero.
1. Annali di Göttweig (Annales Gotwicenses): primo resoconto realizzato lontano dall'Ungheria e relativo all'assassinio, questa sezione fu scritta nell'abbazia di Göttweig dei benedettini, in Bassa Austria, più o meno nello stesso periodo dell'assassinio. Stando al resoconto, i nobili ungheresi, «unendo le loro mani armate e violente», trucidarono Gertrude a causa del loro «astio verso i tedeschi».[46]
2. Annali di Marbach (Annales Marbacenses): scritti nell'abbazia agostiniana di Marbach, in Alsazia, intorno al 1230. Körmendi riteneva che i frati fossero stati informati dai cistercensi dall'Ungheria tramite i monaci dell'abbazia di Neuburg. Gli annali scrivono che Gertrude fu assassinata a causa della sua «benevolenza e generosità» verso il suo seguito tedesco. Si narra che uno degli assassini, l'ispán Pietro, fu impalato «attraverso il ventre» da Andrea II. Anche altri congiurati non identificati furono catturati e giustiziati con pene diverse. Körmendi ha sostenuto che questa testimonianza coincide con una delle più affidabili e degne di fiducia sull'evento.[38]
3. Annali di Admont (Annales Admontenses): la sua prima continuazione (relativa al periodo 1140-1257) contiene elementi unici sull'assassinio. Vi si legge che Gertrude morì a causa dell'«odio verso i tedeschi» degli ungheresi in presenza del re Andrea II. Il testo sottolinea anche che il duca Leopoldo fosse presente durante l'assassinio, ma viene erroneamente fissata la data del crimine alla fine dell'anno 1211. Per quanto riguarda l'assassinio, il testo potrebbe essere stato rivisto e riscritto almeno una volta.[47]
4. Cronaca reale di Colonia (Chronica regia Coloniensis): La continuazione di tale testo (realizzata tra il 1202 e il 1220) colloca la data dell'omicidio all'anno 1210 e contiene vari elementi distorti; secondo tale versione, Andrea non fu in grado di catturare un forte con il suo esercito. Su consiglio di Gertrude, assoldò cavalieri tedeschi dal suo seguito, che assediarono con successo questo avamposto nemico. Come premio, ai vincitori stranieri vennero concessi molti doni e posizioni di spicco. Gli ungheresi, presi dalla gelosia, intendevano assassinare Andrea II, ma Gertrude avvertì suo marito. Andrea e i suoi uomini lasciarono l'accampamento, ma Gertrude rimase e, in seguito, fu brutalmente massacrata con lance e pali. Andrea catturò tutti i cospiratori, insieme ai loro sostenitori, e ordinò di giustiziarli.[48]
5. Annali di Rainero di Liegi (Reinerus Leodiensis): l'autore benedettino (1157 – dopo il 1230), prosecutore degli annali dell'abbazia di San Giacomo a Liegi, utilizzò la stessa fonte della Cronaca reale di Colonia per quanto riguarda l'assassinio. Secondo il testo, Andrea II, il vero bersaglio, scampò con grande fortuna dal palazzo, dove Gertrude morì.[49]

### Gruppo B – L'assenza di Andrea
Veszprémy ha elencato quelle fonti all'interno del gruppo che si riferiscono a Pietro, figlio di Töre, come l'assassino, menzionano la partenza di Andrea per il principato di Galizia e la famosa lettera dell'arcivescovo Giovanni. Considerando queste ultime come interpolazioni successive, Körmendi ha separato quei testi in cui viene riferito il ruolo del prelato.
1. Annali di Salisburgo (Annales Salisburgenses): scritto perlopiù prima del 1216, nell'opera si narra che mentre Andrea guidava una campagna in Galizia, la regina fu trucidata da Pietro «come vendetta per il suo peccato». Pietro stesso, insieme ad altri congiurati, fu catturato e decapitato la notte successiva. L'altra variante di testo (compilata dopo il 1222) contiene la lettera di Giovanni, che è un'interpolazione successiva.[39]
2. Continuazione della Cronaca di Magnus von Reichersberg: l'autore non identificato ha ripreso il testo dagli Annali di Salisburgo. Di conseguenza, durante l'assenza del re, Pietro e altri assassinarono la regina. Fu giustiziato insieme alla moglie e ad altri.[50]
3. Annali di Ermanno di Altach (Annales Hermanni): il suo autore, l'abate di Niederaltaich, consultò gli Annali di Salisburgo. Ermanno scrive che Gertrude, «la madre di Santa Elisabetta», fu assassinata da un certo ispán Pietro, mentre il re ungherese conduceva una campagna contro la Rus' di Kiev. Pietro e i suoi compagni furono decapitati la notte successiva. Il testo contiene anche la storia della lettera del vescovo di Strigonio (sic).[51]
4. Cronaca di Osterhofen (Chronicon Osterhoviense): la cronaca dell'abbazia di Osterhofen (scritta intorno al 1306) contiene lo stesso testo degli annali di Ermanno di Altach.[51]
5. Annali benedettini di Augusta (Annales Sanctorum Udalrici et Afrae Augustenses): compilati dai monaci benedettini dell'abbazia di Sant'Ulrico e Sant'Afra ad Augusta, rielabora lo stesso testo presente negli annali di Ermanno di Altach.[51]
6. Fondazioni di monasteri in Baviera (Fundationes monasteriorum Bavariae): la compilazione contiene lo stesso testo degli annali di Ermanno di Altach, ma menziona l'anno errato (1211) e riporta la morte della regina in una voce precedente, inerente all'anno 1200.[51]
7. Cronaca dell'anonimo di Leoben (Chronicon Leobiense): l'autore non identificato scrive dell'assassinio due volte, sotto gli anni 1213 e 1217 (quest'ultima è solo una nota marginale di quattro parole). Narra che «la madre di Santa Elisabetta» fu assassinata da un nobile, un certo «Pietro di Várad», perché il fratello della regina Ecberto commise adulterio con la moglie di Pietro con la conoscenza di Gertrude. Successivamente, Béla, il figlio della regina, confiscò il castello di Pietro e fondò al suo posto un'abbazia cistercense. Il manoscritto cita inoltre la lettera di «un vescovo». Il testo inaffidabile contamina tradizioni orali parallele in un unico testo, ma le informazioni sulla fondazione dell'abbazia di Bélakút sono attendibili.[41]

### Gruppo C –Reginam occidere
Queste fonti contengono solo la presunta lettera di Giovanni, arcivescovo di Strigonio, in relazione all'assassinio della regina Gertrude. La storia fu in seguito inclusa anche in un manoscritto di seconda mano degli Annali di Salisburgo e nei suoi testi derivati (sopra riportati).

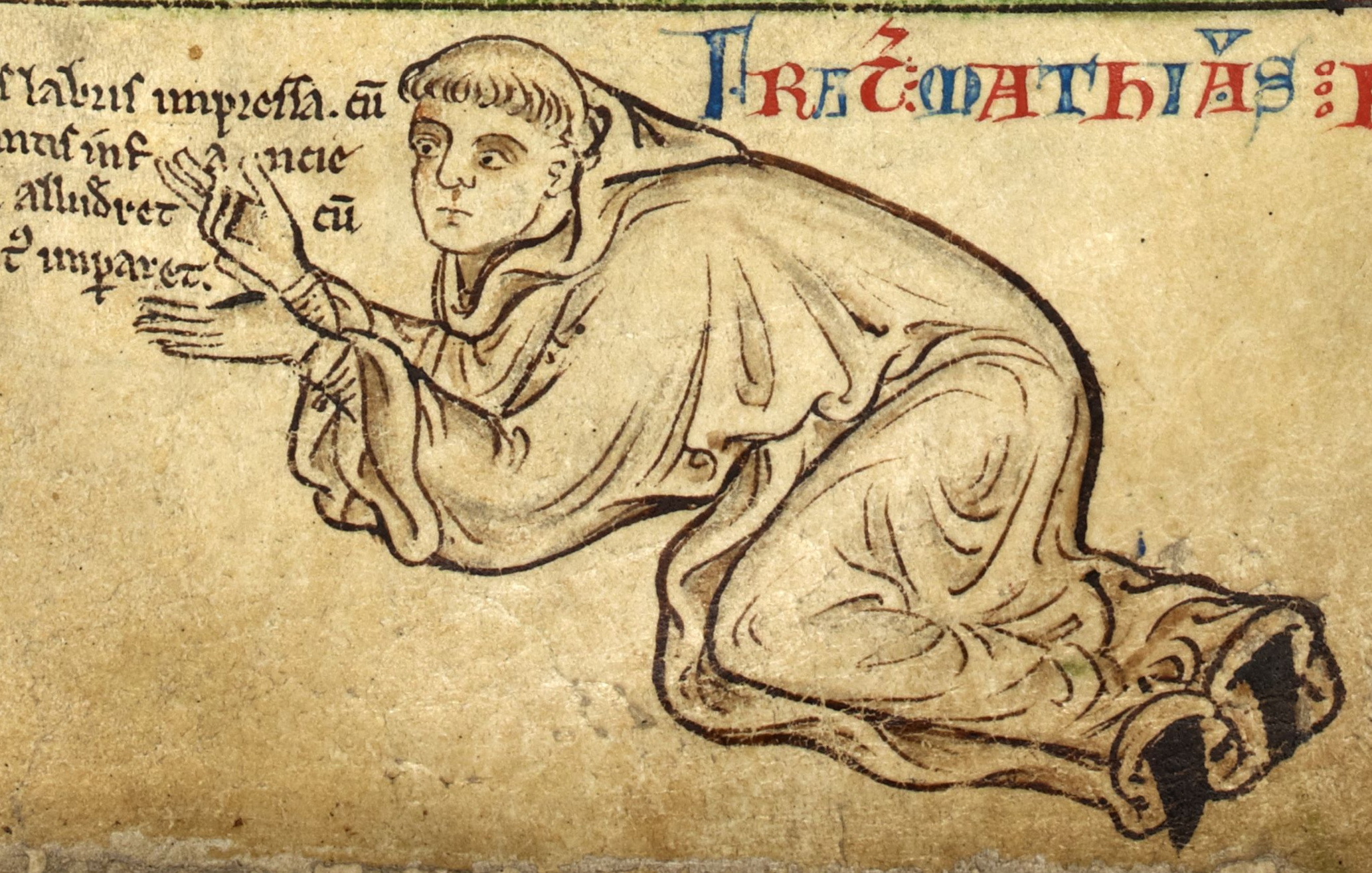
Matteo Paris

1. Retorica recentissima (Rhetorica novissima): il libro di testo di retorica di Boncompagno da Signa, scritto prima del 1235, è l'opera più antica che contiene la storia della lettera. Di conseguenza, il re Andrea accusò l'arcivescovo Giovanni di aver partecipato all'omicidio davanti alla Santa Sede. Tuttavia, papa Innocenzo III, sottolineando l'uso corretto delle virgole, assolse l'arcivescovo dalle accuse. Questi riferimenti sottolineano l'ambiguità involontaria della lettera e, quindi, l'approvazione dell'omicidio da parte di Giovanni. Boncompagno risiedette nella corte papale dal 1229 al 1234, è plausibile che abbia sentito la storia durante il suo soggiorno lì.[52]
2. Cronaca di Alberico delle Tre Fontane (Chronica Albrici Monachi Trium Fontium): il cronista si riferisce alla storia della lettera ambigua di Giovanni definendola «famosa», in seguito alla quale, «si dice», l'arcivescovo fu assolto. È possibile che Alberico avesse consultato resoconti orali di monaci cistercensi.[53]
3. Cronaca maggiore (Chronica Majora): è possibile che Matteo Paris avesse attinto al testo di retorica di Boncompagno.[54]
4. Storia d'Inghilterra (Historia Anglorum): un'altra opera di Matteo Paris afferma che gli assassini avessero compiuto il delitto con l'approvazione dell'arcivescovo. La reinterpretazione della lettera elogia l'ingegnosità di papa Innocenzo.[54]

### Gruppo D – La vendetta di Bánk
Le fonti legate a questo filone accennano a una presunta ingerenza di Gertrude nella relazione adultera tra suo fratello e la moglie di Bánk Bár-Kalán.
1. Cronaca rimata austriaca (Chronicon rhytmicum Austriacum): scritta da un chierico di origine ungherese nell'abbazia di Klosterneuburg intorno al 1270, secondo diversi storici tedeschi e austriaci (ad esempio Wilhelm Wattenbach e Karl Uhlirz), l'autore usò solo notifiche verbali o orali, mentre Ernst Klebel sosteneva gli Annali di Heiligenkreuz erano a disposizione del cronista. Gerlinde Möser-Mersky riteneva che l'autore avesse utilizzato gli annali perduti dello Schottenstift di Vienna.[33] Stando a Gyula Pauler, il chierico magiaro fu testimone del declino di Bánk Bár-Kalán e delle successive purghe politiche dopo l'ascesa al trono ungherese di Béla IV nel 1235, e le collegò alla rappresaglia per l'assassinio della regina Gertrude.[55] Körmendi riteneva che l'autore avesse forse utilizzato l'edizione di metà XIII secolo della composizione della cronaca ungherese. La Cronaca rimata austriaca è la prima opera conosciuta in cui si accenna alla storia di Bánk: Bertoldo convinse la regina, sua sorella, ad aiutarlo a sedurre la moglie di Bánk. Gertrude, inizialmente titubante, alla fine si decise ad assistere il fratello. Per rappresaglia, Bánk e i suoi confidenti cospirarono contro la regina, decapitandola in una «tenda da campo». Gli assassini furono ritenuti responsabili solo dopo l'incoronazione di Béla.[33]
2. Annali dei domenicani di Vienna (Annales Praedicatorum Vindobonensium): si tratta della prima opera (fine XIII secolo) che fornisce la data esatta dell'assassinio.[15] Di conseguenza, Gertrude fu assassinata in una «tenda da campo» il 28 settembre, perché aveva aiutato suo fratello, il patriarca di Aquileia (una definizione anacronistica) a sedurre la moglie di Bánk, chiamato anche Prenger. Körmendi ha sostenuto che il manoscritto utilizzasse il testo della Cronaca rimata austriaca, oltre ai necrologi.[14]
3. Cronaca del mondo (Weltchronik): il cronista austriaco Jans der Enikel (della fine del XIII secolo) compilò un resoconto completamente inaffidabile nella seconda appendice della sua cronaca universale in lingua alto-tedesca media; dopo la morte del re Stefano (sic!), lasciò una vedova, Gertrude, e un erede, Béla. La potente famiglia Prangaer cercò di ottenere il potere sull'Ungheria. Nonostante il loro invito, il vescovo di Giavarino si rifiutò di unirsi alla loro causa e mise chiaramente in guardia i cospiratori dal tentare di assassinare la regina. Nonostante ciò, Gertrude fu attaccata e decapitata, mentre il bambino Béla fu aggredito ma sopravvisse. In seguito, una volta cresciuto, Béla ordinò di massacrare l'intera famiglia Prangaer. Per via del cognome, Gerlinde Möser-Mersky ipotizzò una connessione filologica tra la cronaca di Jans der Enikel e gli Annali dei domenicani di Vienna. Körmendi ha affermato che entrambe le opere attingessero alla medesima fonte, oggi andata perduta.[56]
4. Chronica Picta: celeberrima composizione cronachistica ungherese del XIV secolo, si tratta dell'unica cronaca medievale edita in Ungheria nel 1350, ossia prima del Rinascimento, a narrare la morte della regina Gertrude, sia pur indicando erroneamente come anno il 1212. Secondo Körmendi, l'autore (originale) ha utilizzato la narrazione della Cronaca rimata austriaca, o viceversa. In seguito, il testo della Chronica Picta è stato analizzato da successive cronache ungheresi e dalla Ungarnchronik di Enrico di Mügeln.[34]
5. Cronaca austriaca (Chronicon Austriae): Tommaso Ebendorfer compilò la sua opera tra il 1449 e il 1452. L'autore collegò erroneamente gli eventi dell'assassinio alla partenza di re Andrea per la sua partecipazione alla quinta crociata nel 1217-1218. Afferma inoltre che Gertrude fosse la figlia del duca di Moravia. Secondo lo storico, Leopoldo VI era presente durante la vicenda. Ebendorfer utilizzò il testo della Chronica Picta integrandolo con la narrazione degli Annali di Admont.[57]

#### Gruppo D/2 – L'innocenza di Gertrude
Tamás Körmendi ha elencato in questa categoria i lavori dove, benché la storia di Bánk Bár-Kalán venga riportata, si tenda a sottolineare l'innocenza di Gertrude. Secondo lo storico, queste narrazioni nacquero, principalmente nel territorio del Sacro Romano Impero, allo scopo di negare un qualche ruolo della regina nel presunto adulterio.
1. Fondatori del monastero di Diessen (De fundatoribus monasterii Diessenses): il testo (del XV secolo) colloca erroneamente l'anno al 1200. Secondo il testo, Bertoldo, il patriarca di Aquileia (anacronismo) si infatuò della nobildonna ungherese nel corso delle trattative finalizzate al fidanzamento tra Santa Elisabetta e Ludovico IV di Turingia a Buda. Decise quindi di violentare la donna e tornò in seguito a casa. Il marito della nobildonna iniziò a sospettare il coinvolgimento della regina e assoldò poi dei sicari, che fecero irruzione in casa sua e Gertrude finì strangolata e impiccata. Tuttavia, dopo che ciò accadde, tutti i colpevoli rimasero paralizzati e caddero a terra. Al mattino confessarono i loro peccati ai cortigiani in arrivo. Gertrude fu canonizzata dopo questo e altri episodi miracolosi. Il monastero agostiniano di Dießen am Ammersee fu fondato dai conti di Andechs, che erano originari di questa zona e detenevano il diritto di patronato sull'abbazia fino alla loro estinzione. I monaci cercarono di chiarire l'innocenza di Gertrude con questo «strumento di contropropaganda». Nonostante fosse anche un membro della famiglia, il testo non assolve Bertoldo dall'accusa di adulterio o addirittura di stupro.[59]
2. Cronaca universale (Chronkon universale): il cronista Andrea di Ratisbona, che scrisse la sua opera intorno al 1427 o al 1428, elaborò la sua versione basandosi su una fonte di epoca precedente (anche con l'anno sbagliato), ma, da un punto di vista sintattico, ci si trova di fronte a un'opera più elaborata. Forse Andrea ricorse a una versione precedente edita dai Fondatori del monastero di Diessen. Successivamente, il Chronicon Bavariae di Ulrich Onsorg e il Chronicon Baioariorum di Veit Arnpeck hanno ripreso il medesimo racconto.[60]

### Gruppo E – Varie
Queste opere non abbracciano nessuna delle due tradizioni narrative e non vi è alcun collegamento filologico tra loro.
1. Annali di Corrado di Scheyern (Conradus Biblothecarius): l'autore fu bibliotecario dell'abbazia di Scheyern benedettina dal 1205 al 1241 e compilò gli annali fino al 1226. Secondo il testo, Gertrude fu assassinata «dai suoi stessi nobili» nel 1214 (sic!).[58]
2. Leggenda di Sant'Elisabetta (Vita Sanctae Elisabethae de Thuringia): Teodorico di Apolda scrisse l'agiografia di Sant'Elisabetta, figlia di Gertrude, nel 1290. Il testo narra che Gertrude fu «brutalmente assassinata dai magnati e dai nobili del regno, che cospirarono malvagiamente per la sua morte». Colloca correttamente la data al 1213. È possibile che Teodorico abbia utilizzato gli Annali di Reinhardsbrunn, oggi perduti.[58]
3. Brevi Annali bavaresi-austriaci (Annales Bavarici et Austriaci breves): un resoconto dei primi del XIV secolo, simile alla formulazione di Corrado di Scheyern.[61]
4. Cronaca di Reinhardsbrunn (Chronica Reinhardsbrunnensis): compilata alla fine del XIV secolo, ripercorre in maniera quasi pedissequa l'agiografia di Sant'Elisabetta di Teodorico di Apolda. Gli autori hanno utilizzato gli Annali di Reinhardsbrunn, oggi perduti.[61]
5. Cronaca della Turingia (Düringische Chronik): l'autore, il quale concluse la sua opera in lingua tedesca nel 1421, è Johannes Rothe (1360 circa-1434), cappellano di Anna di Schwarzburg-Blankenburg, la sposa di Federico IV di Turingia. Per quanto riguarda l'assassinio di Gertrude, la cronaca fornisce un resoconto unico: i signori ungheresi cospirarono contro la «pia» Gertrude nel 1212, perché uno di loro intendeva che sua figlia diventasse regina del paese. Come risultato dei loro intrighi, il re ordinò di decapitare la sua regina, ma la figlia del signore ungherese non divenne mai regina.[61]

## Influenza culturale
La storia di Bánk, trasmessa dalla Chronica Picta, ispirò molti cronisti e autori successivi in Ungheria, ad esempio il Chronicon Posoniense (1350) e la Chronica Hungarorum di Giovanni di Thurocz (1480). Antonio Bonfini, lo storico di corte del re Mattia Corvino estese la storia nella sua cronaca Rerum Ungaricarum decenni ("Dieci volumi di questioni ungheresi") tra 1490 e 1500. Bonfini combinò gli eventi con la crociata di Andrea che ebbe luogo quattro anni dopo. Di conseguenza, Bánk si presentò nell'accampamento reale in Terra Santa, dove confessò l'omicidio. In seguito, Andrea lo assolse, perché venne a conoscenza del «peccato» di sua moglie che ne causò l'assassinio. Basandosi sull'opera di Bonfini, il cronista transilvano del XVI secolo András Valkai ultimò nel 1567 il primo poema epico in lingua ungherese con il titolo "Az Nagysagos Bank Bannak Historia". Gáspár Heltai tradusse la storia anche in ungherese nella sua opera Chronica az magyaroknak dolgairól nel 1575.

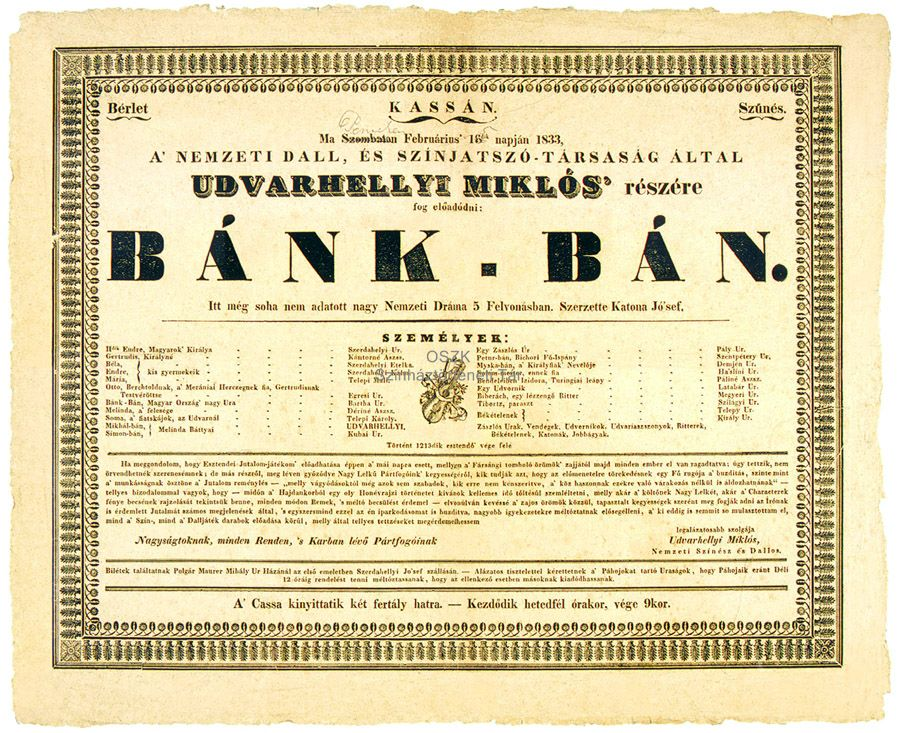
Première dello spettacolo teatrale Bánk bán nel 1833

La cronaca del Bonfini fu tradotta anche in tedesco nel 1545, circostanza la quale permise alla storia di Bánk di diffondersi anche in aree di lingua tedesca. Il poeta Hans Sachs scrisse una tragedia dedicata a Ban Bánk dal titolo Andreas der ungarisch König mit Bankbano seinem getreutem Statthalter nel 1561, aggiornando la storia alla sua epoca in alcuni punti (ad esempio, l'apparizione dell'impero ottomano come nemico e le tesi della Riforma protestante). Anche il drammaturgo inglese George Lillo elaborò la storia, ma modificò la trama in diversi punti della sua opera teatrale Elmerick del 1739. Il poeta tedesco Ludwig Heinrich von Nicolay scrisse una ballata popolare sulla vicenda intorno al 1795, mentre Johann Friedrich Ernst Albrecht creò un poema drammatico (Der gerechte Andreas) nel 1797. Indipendentemente dall'opera teatrale di Katona e dalle sue opere derivate, il drammaturgo austriaco Franz Grillparzer scrisse la sua tragedia storica sull'argomento (Ein treuer Diener seines Herrn) nel 1826.

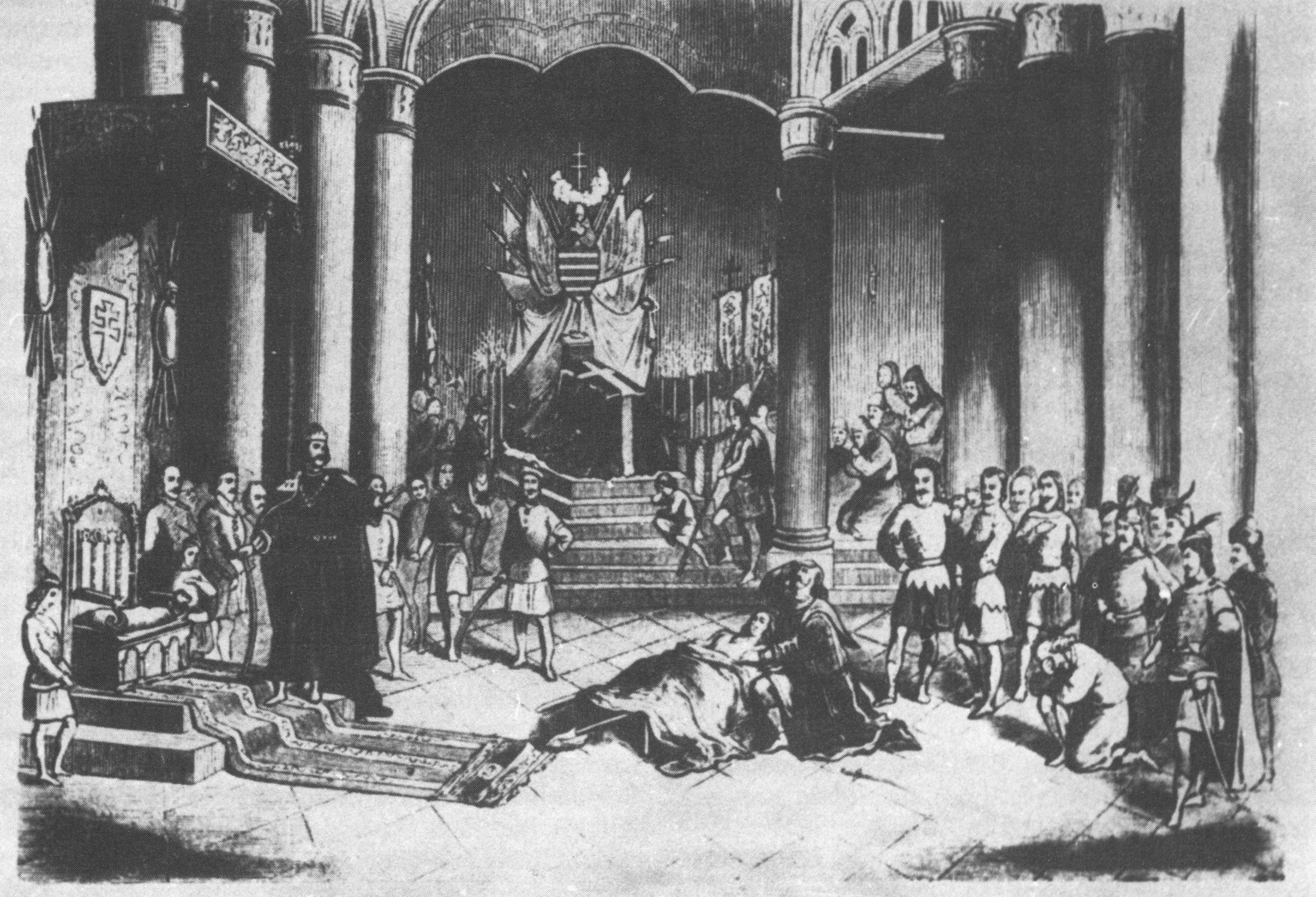
Scena del Bánk bán, opera del 1861 realizzata da Ferenc Herkel

József Katona curò la prima edizione della sua opera teatrale Bánk bán nel 1814, rielaborandone completamente il testo nel 1819, che fu stampato per la prima volta nel 1820. La sua prima rappresentazione, tuttavia, ebbe luogo solo nel 1833. Katona utilizzò principalmente i testi di Bonfini, Sachs, Valkai e Heltai. Nonostante l'iniziale disinteresse per il suo lavoro, l'opera teatrale di Katona finì per diventare il simbolo della rinascita nazionale ungherese; fu presentata alla vigilia della rivoluzione ungherese del 1848. Basandosi sul lavoro di Katona, Ferenc Erkel compose un'opera in 3 atti con lo stesso nome, utilizzando anche il libretto di Béni Egressy. La prima rappresentazione dell'opera ebbe luogo al teatro Pesti Nemzeti Magyar Szinház a Pest il 9 marzo 1861. Il Bánk bán è stato definito dagli studiosi come un'opera nazionale della storia ungherese musicale e non.
Nella commedia e nell'opera, il personaggio di Bánk si presenta come un eroe tragico e "difensore" degli interessi nazionali ungheresi contro l'"oppressiva" regina Gertrude e i suoi cortigiani stranieri. Fin dall'inizio del XIX secolo la storiografia presupponeva ancora l'identità tra Bánk e il suo contemporaneo Benedetto, figlio di Korlát, Katona battezzò Bánk quale «figlio di Corrado» e modellò il comportamento e le sembianze della sua moglie fittizia Melinda sulla «bellissima» dama di corte Tota, sposa di Benedetto. Poiché Tota apparteneva alla famiglia dei Nagymartoni, di origine aragonese, Katona ricondusse erroneamente "Melinda" alla parentela. Nella sua opera, i fratelli di Melinda, i bani Michele e Simone di Boioth vengono ritenuti di origine spagnola ed entrambi sono coinvolti nell'assassinio. Tale informazione viene estrapolata sulla base del fatto che un'altra coppia di fratelli, Simone e Michele Kacsics, furono realmente implicati nel misfatto. Nel lavoro teatrale di Katona, un altro fratello di Gertrude, Ottone, che violentò la moglie di Bánk, al posto dell'arcivescovo Bertoldo. In realtà, Ottone non soggiornò mai in Ungheria.